# 切格公司
切格公司（英語：Chegg, Inc.）是总部位于美国加利福尼亚州圣克拉拉的教育技术公司。该公司提供数位和实体课本租赁、在线学生辅导和一些其他的学生服务。
该公司成立于2005年，后于2013年11月在纽约证券交易所上市。根据2020年3月该公司自己的报告，切格公司共拥有290万用户。

## 争议
切格公司提供的一些服务存在学术不端的争议，其中包学生家庭作业辅导的相关服务。有的时候也会提供学术文件共享的服务，这在某些学校会被视为有悖学术诚信的行为。
2019年2月，切格公司与普渡大學在线写作实验室建立了合作关系，使其学生更容易使用在线写作教学工具。这种合作关系饱受老师的批评，认为切格公司助长了学生的作弊行为。而在线写作实验室主任哈里·丹尼则不认为普渡大学的声誉会因此受损，并且认为切格公司会与教师以及相关管理人员合作，避免他们所担忧的情况发生。
香橼研究公司在2019年7月发布的一份报告称，切格公司所提供的服务能够绕开Turnitin的审查系统，这证明该公司在给用户提供作弊服务。
在2020年COVID-19大流行期间，围绕切格公司及其相关公司的争议在不断升级，因为越来越多的学生正在通过互联网接受线上教学。例如佐治亚理工学院就声明有人在物理课的期末考试中使用切格公司的网站去找答案，以此同时在波士顿大学的化学考试中也出现过这种类似的行为，而不列顛哥倫比亞大學的两名学生由于使用了切格网站上的错误答案而被指控为作弊， 圣路易斯华盛顿大学的物理考题与答案甚至在考试期间被发到了切格的网站上。对此切格公司均配合了调查。根据2020年的一项研究表明，切格公司会在明知道学生正在搜寻测验答案的情况下仍然提供服务，对此也没有做出任何防护措施。